# Halo (serie de televisión)
Halo es una serie de televisión de ciencia ficción militar y videojuegos estadounidense desarrollada por Kyle Killen y Steven Kane para Paramount+, basada en la franquicia de videojuegos del mismo nombre. Está producida por Amblin Television, Showtime Networks, One Big Picture y Chapter Eleven, y sigue una guerra del siglo XXVI entre el UNSC y el Covenant, una alianza teocrático-militar de varias razas alienígenas avanzadas.
Pablo Schreiber y Jen Taylor protagonizaron como el suboficial principal John-117 y Cortana, esta última retomando su papel de la serie de videojuegos y se les unen Natascha McElhone, Yerin Ha, Charlie Murphy, Shabana Azmi, Bokeem Woodbine, Kate Kennedy, Natasha Culzac y Bentley Calu. El desarrollo de una serie de televisión de Halo comenzó en 2015. Killen fue contratado en junio de 2018, y la serie se anunció oficialmente con un pedido de 10 episodios para Paramount+. La filmación comenzó en Ontario, Canadá, en octubre de 2019, aunque la postproducción de los primeros cinco episodios se vio afectada debido a la pandemia de COVID-19. La filmación finalmente se reanudó en Budapest, Hungría, en febrero de 2021.
La serie se estrenó el 24 de marzo de 2022 en Paramount+.La primera temporada incluyó 9 episodios. El 16 de febrero de 2022, antes de ser estrenada, fue renovada para una segunda temporada.
La temporada 2 de ‘Halo’ se estrenó el 8 de febrero de 2024 en Estados Unidos y otros territorios donde está disponible la plataforma Paramount+, incluida Latinoamérica. Fue estrenada con un total de 8 episodios. En el caso de su distribución en España fue el 9 de febrero a través de SkyShowtime tras su estreno oficial.
En julio de 2024, Paramount+ anunció que la serie no sería renovada para más temporadas.

## Premisa
Halo seguirá un conflicto épico en el siglo XXVI entre la humanidad y una amenaza alienígena conocida como el Covenant. "Halo entretejerá historias personales profundamente dibujadas con acción, aventura y una visión ricamente imaginada del futuro". 
 En un video lanzado en Twitter, el productor ejecutivo Kiki Wolfkill reveló que la serie es una historia independiente no canónica inspirada en la franquicia del juego en lugar de una continuación, adaptación o precuela, explicando que deseaban darles a los dos cánones de Halo la oportunidad de evolucionar individualmente para adaptarse a sus medios.

## Reparto

### Principales
- Pablo Schreiber como el suboficial mayor Jefe Maestro, un imponente supersoldado diseñado genéticamente conocido como "Spartan-117".
- Natascha McElhone como la Dra. Catherine Elizabeth Halsey, científica del UNSC (Comando Espacial de las Naciones Unidas) y creadora del Proyecto Spartan-II.
- Yerin Ha como Kwan Ha Boo
- Charlie Murphy como Makee
- Shabana Azmi como la almirante Margaret Parangosky, directora de la ONI (Oficina de Inteligencia Naval).
- Bokeem Woodbine como Soren-066
- Olive Gray como Miranda Keyes, oficial de la UNSC e hija de Jacob Keyes.
- Kate Kennedy como Kai-125
- Natasha Culzac como Riz-028
- Bentley Kalu como Vannak-134
- Danny Sapani como el Capitán Jacob Keyes, un experimentado comandante del UNSC y hombre de confianza del Jefe Maestro.

### Reparto de voces
- Jen Taylor como Cortana, una construcción de inteligencia artificial (IA) inspirada en el cerebro de la Dra. Halsey. Ella está encomendada al cuidado del Jefe Maestro ya que su conocimiento la convierte en un objetivo atractivo para el Pacto. Taylor repite su papel de la serie de videojuegos Halo.

## Producción

### Desarrollo
La serie de televisión había pasado por un infierno de desarrollo con un lanzamiento planeado en 2015 con Steven Spielberg como productor, luego cambió a un lanzamiento en 2019 con Rupert Wyatt como director y productor, luego un lanzamiento en 2020, el programa ahora está planeado para emitirse en 2022 con Otto Bathurst sustituyendo a Wyatt.
El 21 de mayo de 2013, Steven Spielberg se incorporó a la producción ejecutiva de una serie de televisión basada en la franquicia de videojuegos Halo, distribuida por Xbox Entertainment Studios y la compañía de Spielberg, Amblin Television, que se titularía Halo: The Television Series. En agosto de 2015, la serie aún estaba en desarrollo activo.
El 28 de junio de 2018, Showtime recibió un pedido de serie de 10 episodios. Kyle Killen iba a ser el showrunner, escritor y productor ejecutivo, mientras que Rupert Wyatt se incorporaría como director y productor ejecutivo. El 12 de agosto, se anunció que Master Chief sería el protagonista principal de la serie y que la serie contaría una nueva historia de los videojuegos respetando su canon al mismo tiempo. El 3 de diciembre, Wyatt renunció como director y productor ejecutivo debido a conflictos de programación. Fue reemplazado por Otto Bathurst en febrero de 2019. También se reveló que el recuento de episodios había disminuido de 10 episodios a 9. En marzo de 2019, Steven Kane se agregó como co-showrunner junto a Killen. El 24 de febrero de 2021, la serie se trasladó de Showtime a Paramount+. El presidente de Showtime, Gary Levine, dijo que el programa era un caso atípico para la marca de la compañía y, como un "gran programa de gran éxito", encajaba mejor en el servicio de Paramount. El 25 de junio de 2021, se informó que tanto Kane como Killien saldrían como showrunners luego de la finalización de la primera temporada. Killien se había ido antes del comienzo de la producción, debido a que sentía que no podía cumplir con los deberes de showrunner, con Kane tomando las riendas como showrunner principal hasta que se completó el trabajo de posproducción. Sin embargo, si el programa se retomara para una segunda temporada, Kane no regresaría. En enero de 2022, el productor ejecutivo Justin Falvey reveló que el programa tiene potencial para durar varias temporadas y que David Wiener estaba siendo considerado como el showrunner para una posible segunda temporada, con Kane como consultor.

### Casting
De abril a agosto de 2019, se anunció el elenco de la serie, con Pablo Schreiber como Master Chief. A él se unieron Yerin Ha, Natascha McElhone, Bokeem Woodbine, Shabana Azmi, Bentley Kalu, Natasha Culzac y Kate Kennedy. En noviembre de 2020, Jen Taylor reemplazó a McElhone como Cortana.

### Rodaje
La fotografía principal comenzó en octubre de 2019. En 2019, la serie gastó más de $40 millones en costos de producción. Los cinco episodios filmados fueron reeditados bajo el cierre de la pandemia de COVID-19, y la producción del sexto episodio y las nuevas filmaciones se planearon en Ontario, Canadá. El rodaje finalmente se reanudó por completo en Budapest en febrero de 2021.

## Marketing
El primer tráiler de la serie debutó en línea durante el Campeonato de la AFC de 2022, y también reveló la fecha de lanzamiento en marzo.

## Estreno
La serie se estrenó en Paramount+ el 24 de marzo de 2022.